# Geppetto (Disney)
Geppetto est un personnage du long métrage d'animation Pinocchio (1940), adapté du roman Les Aventures de Pinocchio de Carlo Collodi paru en 1881.
La version créée par les studios Disney, qui diffère des autres adaptations du roman, est l'objet de cette page.

## Description
Geppetto (diminutif du prénom Giuseppe) est un vieux sculpteur sur bois.
Il possède une personnalité proche du nain Prof de Blanche-Neige et les Sept Nains, mais altérée par l'image de Christian Rub qui prête sa voix au personnage dans la version originale. Il devient ainsi « un adulte innocent déconnecté du monde, le dernier à comprendre une situation ».

## Interprètes
- Voix originales : Christian Rub
- Voix allemandes : Walter Werner (1951) et Klaus W. Krause (1973)
- Voix brésilienne : Batista Júnior (1941) et Luiz Motta (années 1960)
- Voix danoise : Helge Kjærulff-Schmidt
- Voix espagnole : Miguel Gómez Bao (1940)
- Voix finnoise  : Matti Ranin
- Voix françaises : René Génin (1er doublage : 1946) et Teddy Bilis  (2d doublage : 1975)
- Voix italienne : Mario Corte
- Voix japonaise : Minoru Uchida et Kazuo Kumakura
- Voix norvégienne : Helge Winther-Larsen

Tom Hanks l'incarne dans le remake en prises de vues réelles Pinocchio de Robert Zemeckis, sorti en 2022.